# Paepalanthus allemanii
Paepalanthus allemanii là một loài thực vật có hoa trong họ Eriocaulaceae. Loài này được Diogo mô tả khoa học đầu tiên năm 1923.